# 细叶黄皮
细叶黄皮（学名：Clausena anisum-olens），又名短柱黃皮，为芸香科黄皮属的植物。分布于台湾岛、菲律宾以及中国大陆的广东、广西、云南等地，目前尚未由人工引种栽培。